# Venegono Inferiore
Venegono Inferiore é uma comuna italiana da região da Lombardia, província de Varese, com cerca de 5.746 habitantes. Estende-se por uma área de 5 km², tendo uma densidade populacional de 1149 hab/km². Faz fronteira com Binago (CO), Castelnuovo Bozzente (CO), Castiglione Olona, Gornate-Olona, Lonate Ceppino, Tradate, Venegono Superiore.

## Demografia
| Variação demográfica do município entre 1861 e 2011                               |
|                                                                                   |
| Fonte: Istituto Nazionale di Statistica (ISTAT) - Elaboração gráfica da Wikipedia |